# Liste der Monuments historiques in Villeberny
Die Liste der Monuments historiques in Villeberny führt die Monuments historiques in der französischen Gemeinde Villeberny auf.

## Liste der Immobilien
| Bezeichnung           | Beschreibung                                                                   | Standort               | Kennzeichnung | Schutzstatus | Datum | Bild           |
| --------------------- | ------------------------------------------------------------------------------ | ---------------------- | ------------- | ------------ | ----- | -------------- |
| Kirche St-Nicolas     | 1428 geweiht, 1868 erweitert; mit Wandgemälden aus dem 16. und 17. Jahrhundert | Rue de Bruillet (Lage) | PA21000030    | Inscrit      | 2005  | weitere Bilder |
| Château de Villeberny | Schloss, 15. und 16. Jahrhundert, am Platz einer älteren Burg                  | Rue du Château (Lage)  | PA21000014    | Inscrit      | 1998  | weitere Bilder |

## Liste der Objekte
| Bezeichnung                   | Beschreibung                           | Standort                        | Kennzeichnung | Schutzstatus | Datum | Bild |
| ----------------------------- | -------------------------------------- | ------------------------------- | ------------- | ------------ | ----- | ---- |
| Skulptur Madonna mit Kind     | Holz, farbig gefasst, 15. Jahrhundert  | in der Kirche St-Nicolas (Lage) | PM21002520    | Classé       | 1958  |      |
| Handglocke                    | Bronze, 1640 gegossen                  | in der Kirche St-Nicolas (Lage) | PM21002521    | Classé       | 1959  |      |
| Skulptur Heiliger Nikolaus    | Holz, farbig gefasst, 15. Jahrhundert  | in der Kirche St-Nicolas (Lage) | PM21002522    | Classé       | 1974  |      |
| Skulptur Unterweisung Mariens | Stein, farbig gefasst, 16. Jahrhundert | in der Kirche St-Nicolas (Lage) | PM21005178    | Inscrit      | 2018  |      |